# أدولف مكندا
أدولف مكندا (ولد عام 1963 رومبو، كليمنجارو) وزير الزراعة التنزاني. أستاذ مشارك للاقتصاد في جامعة دار السلام وسياسي يعمل حاليًا كعضو برلمان عن حزب الثورة عن دائرة رومبو منذ نوفمبر 2020.

## الحياة السياسية
بعد الانتخابات العامة التنزانية لعام 2020، تم تعيين مكندا وزيرا للزراعة. قبل هذا التعيين عمل في مناصب مختلفة كسكرتير دائم لوزارة الموارد الطبيعية والسياحة (2019-2020)، وسكرتير دائم لوزارة الخارجية وتعاون شرق إفريقيا (2018-2019)، وسكرتير دائم لوزارة الصناعة والتجارة الاستثمار (2017-2018).